# Гвасюгинське сільське поселення
Гвасю́гинське сільське поселення (рос. Гвасюгинское сельское поселение) — сільське поселення у складі району імені Лазо Хабаровського краю Росії.
Адміністративний центр — село Гвасюги.

## Історія
1 січня 2017 року ліквідовано Середньохорське сільське поселення (колишня Середньохорська сільська адміністрація), територія приєднана до складу Гвасюгинського сільського поселення (колишня Джангівська сільська адміністрація).

## Населення
Населення сільського поселення становить 437 осіб (2019; 485 у 2010, 529 у 2002).

## Склад
До складу сільського поселення входять:
| Населений пункт          | Населення, осіб (2002) | Населення, осіб (2010) |
| ------------------------ | ---------------------- | ---------------------- |
| Гвасюги, село            | 229                    | 251                    |
| Середньохорський, селище | 300                    | 234                    |